# Earlston, Pennsylvania
Earlston är en ort i Bedford County i delstaten Pennsylvania, USA.